# Індепендент
«Індепе́ндент» (англ. The Independent, дос. «Незалежна») — британський вебсайт новин, раніше — щоденна газета. Останній друкований екземпляр вийшов 21 березня 2016 року.
Газета контролювалася ірландськими незалежними новинами та медіа Тоні О'Рейлі з 1997 року, поки її не продали російському олігарху та колишньому офіцеру КДБ Олександру Лебедєву у 2010 році. 2017 року 30% акцій купив Султан Мухаммад Абульджадайел.

## Історія
Заснована у 1986 році трьома колишніми журналістами «The Daily Telegraph» — Андреасом Віттамом Смітом, Стівеном Гловером і Метью Сімондсом. Редактор буденного випуску — С. Келнер, недільного («The Independent on Sunday») — Т. Девіс. Ідеологічно близька до ліберально-демократичної партії, особливу увагу звертає на проблематику прав людини. Наклад газети у 2009 році становив 183 547 примірника (найменший наклад серед загальнобританських щоденних газет), наклад недільного випуску — 155 661 примірників. У листопаді 2013 року наклад газети, за даними дослідницької компанії ABC, налічував 67,7 тис. примірників; у квітні 2014 — 63360 тис.
У березні 2010 року було оголошено про придбання газети російським підприємцем Олександром Лебедєвим (якому належить і британська газета «Evening Standard», а також, спільно з Михайлом Горбачовим — великий пакет в російській «Новой газете»). Ціна угоди склала символічний 1 фунт. Одночасно з продажем газети оголошено про вихід у відставку Айвена Фаллона, який безпосередньо керував «The Independent» та «Independent on Sunday».
26 жовтня 2010 почав виходити новий компактний щоденний додаток «i», орієнтований на молодого читача.
У січні 2014 року газета «The Guardian» повідомила, що Олександр Лебедєв виставив на продаж «The Independent», «The Independent on Sunday» і додаток «i». Причина продажу — збитки видання. 2012 року, відповідно до звітності «The Independent», її чистий збиток склав 14 млн фунтів (у 2011 році — 18 млн фунтів). 
За повідомленням Російської служби Бі-бі-сі від 3 січня 2012 року, власником газети є син Олександра Лебедєва, Євген Лебедєв.
Серед національних щоденних газет у Великій Британії є однією з наймолодших. Щоденне видання отримало титул Національної газети року (англ. National Newspaper of the Year) на церемонії нагородження British Press Awards у 2004 році.

## Дизайн та форма
Спочатку «Індепендент» була великоформатною газетою. З 2003 року почала видаватися у компактнішому таблоїдному форматі. Точка зору газети в політичних питаннях, як вважають аналітики, тяжіє до лівої, але при цьому The Independent підтримує ринкову економіку. Газета не ототожнює себе з жодними політичними партіями та подає широке коло думок і на редакторських, і на авторських сторінках. Банер, що раніше з'являвся на першій сторінці щоденного видання, описував газету як «вільну від усіх політичних упереджень, вільну від власницького впливу». У вересні 2011 року цей банер було прибрано.
12 квітня 2005 «The Independent» модернізував свою розкладку в Барселоні. Другий розділ, «Extra», був введений 25 квітня 2006. Це було схоже на «G2», «The Guardian», «The Times» і «Times2»: репортажі та ігри, в тому числі судоку. В червні 2007 року недільний випуск «The Independent» консолідував вміст у прес-секцію, яка включала спорт і бізнес, життя і культуру. Станом на 23 вересня 2008 головна газета стала повнобарвною і «Extra» був замінений на «Independent Life Supplement», присвячений різним темам щодня.
У жовтні 2010 року було засновано сестринську газету The i, що використовує деякі матеріали The Independent.
У липні 2012 року середній наклад становив 83 619, середній наклад недільного випуску — 118 759.

## Розділи
Щоденний, суботній і недільний випуски «The Independent» включають додатки та підрозділи:
- Щоденний / буденний «The Independent» (містить огляди спортивних заходів минулих вихідних).
- Суботній «The Independent» (Спорт: містить звіти та анонси майбутніх або минулих спортивних подій; Радар: містить телевізійні графіки, кіноогляд і списки подій на наступний тиждень. Також містить рубрику «50 найкращих» елементів у конкретної категорії. Наприклад, в період Різдва є щотижневі додатки «Подарунки для нього» і «Подарунки для неї»; Мандрівник: містить статті та оголошення про подорожі; Журнал «The Independent»: розділи про харчові продукти, інтер'єр, моду тощо).
- Недільний «The Independent» (Спорт: містить огляди спортивних заходів, що відбулися в суботу; Новий Огляд; Райдужний / рожевий список: щорічно оновлюваний список, вперше опублікований у 2000 році, з найвідоміших і впливових людей, які заявили про себе як лесбійки, геї, бісексуали та транссексуали).

## Інтернет
23 січня 2008 року, «The Independent» відновив інтернет-видання www.independent.co.uk і представив зручніший доступ до служби в блозі, визначив пріоритет на зображення і відеоконтенти, додав інформацію про мистецтво, архітектуру, моду, гаджети і здоров'я. З 2009 року вебсайт здійснює короткі відеовипуски новин, надані прес-каналом «Аль-Джазіра» англійською мовою.

## Персоналії
Редактори «The Independent»:
- 1986: Андреас Витам Сміт
- 1994: Ян Харгрівз
- 1995: Чарльз Вілсон
- 1996: Ендрю Марр
- 1998: Розі Бойкот
- 1998: Ендрю Марр і Розі Бойкот
- 1998: Саймон Кельнер
- 2008: Роджер Елтон
- 2010: Саймон Кельнер
- 2011: Кріс Блекхарст
- 2013: Амол Раджан

Редактори недільного «The Independent»:
- 1990: Стівен Гловер
- 1991: Ян Джек
- 1995: Пітер Вілбай
- 1996: Розі Бойкот
- 1998: Кім Флетчер
- 1999: Джанет Стріт-Портер
- 2002: Трістан Девіс
- 2008: Джон Маллін
- 2013: Ліза Марквелл

У редакторстві брали участь різні гості протягом багатьох років, такі як Елтон Джон (1 грудня 2010 року), The Body Shop Аніта Роддік (19 червня 2003) і Боно з U2 (2006).